# Ихир

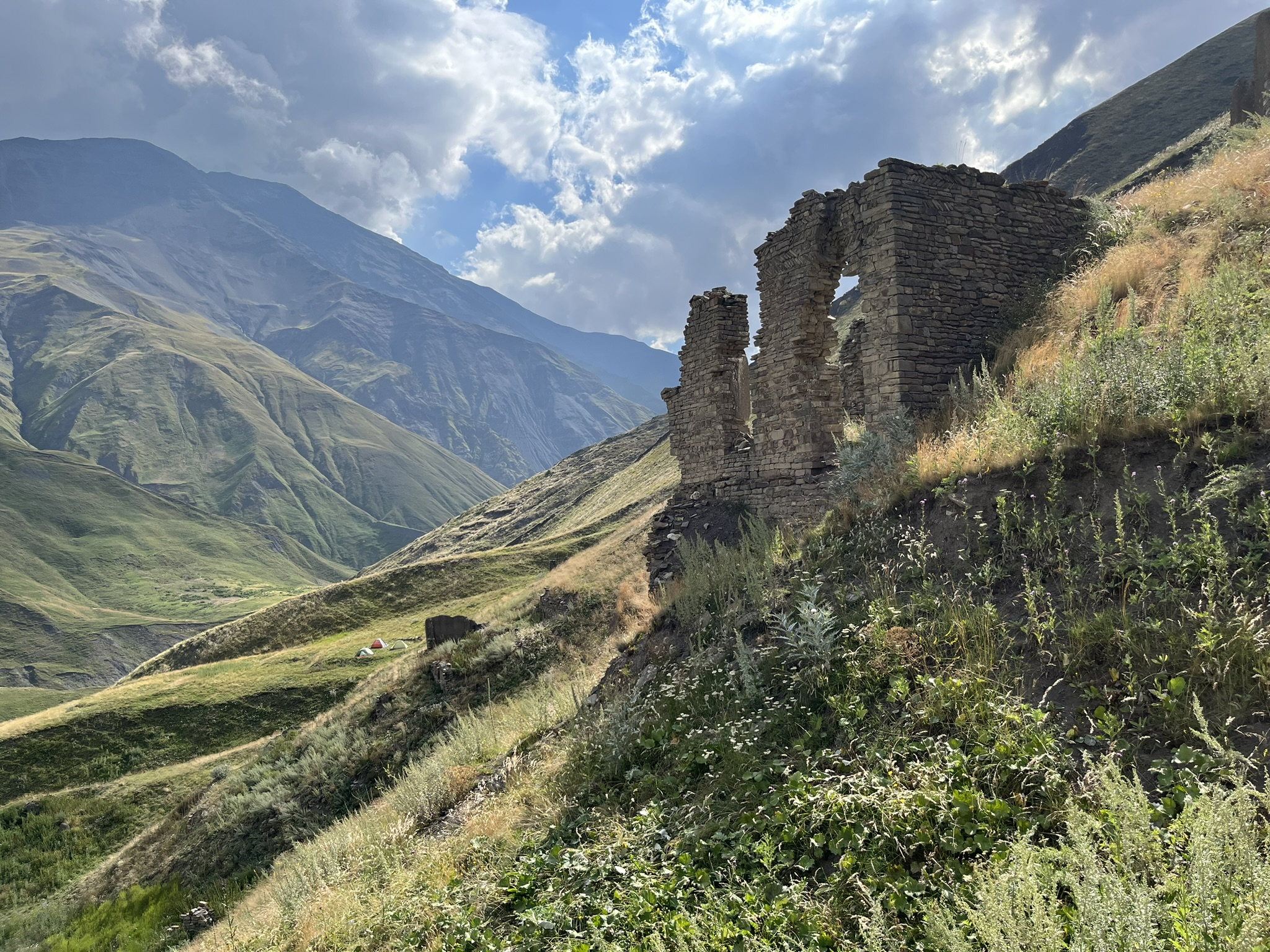

Ихир (лезг. Игъир) — покинутое село в Ахтынском районе Дагестана.

## География
Село Ихир расположено на юге Дагестана, в южной части Ахтынского района, в Мазинском ущелье, у реки Ихир, притока реки Маза. Расстояние до ближайшего аула Ухул — 5746 метров. До села Маза — 6353 метра. До районного центра Ахты — 27 километров. Село делилось на кварталы: Агъа мягьле, Вини мягьле, Камун а пад, Камун и пад, Цуцугъ мягьле. Вокруг села находятся урочища: КьветIелрин, ХъичIерин, Негьверганрин, КиличI камун гюнеяр, Къегьяр-дагъ.

## История
Первое упоминание об Ихире относится к XIII веку. Село выполняло функцию крепости, контролирующей пути к горному перевалу через Главный Кавказский хребет. В 1578 году в Южный Дагестан вторгаются турки, передавшие управление Ихиром и Ахтами аварскому правителю (санджакбегу) Тунай-Джалаву. Бурхану ад-Дину, родному брату Чопана шамхала.. С начала XVI века по 1839 год Ихир входил в состав Докузпаринского вольного общества. В 1839 году был присоединён к Российской империи в составе Самурского округа Дагестанской области. В 1876 году население Южного Ихира переселяется в Северный Ихир и в село Камерван (Камарван) и Дуруджа. В целом в середине XIX века к югу от Главного Кавказского хребта переселяются жители 74 ихирских дворов. В 1951 году в селе оставалось 30 хозяйств. В 1952 году, после обвала горы Кегердаг, село прекратило существование. Жители были переселены в Новый Куруш, Камарван и Дуруджа.

### Переселение
Инициаторами переселения стали власти Дагестанской АССР и Азербайджанской ССР.
Поводом к переселению послужило соглашение между руководствами Дагестанской АССР и Азербайджанской ССР, согласно которому часть земель на юге Ахтынского и Докузпаринского районов была передана Азербайджану. В эту территорию вошли некоторые лезгинские селения, а также их земельные участки, пастбища и загоны. В результате этого несколько лезгинских селений вошли в состав Азербайджана (село Филь-Филь, и др.), другие же, в числе которых оказались Куруш, Ихир, Куруквар и Маца, были вынуждены переселиться.

### Жители
Жители села Ихир живут в городе Махачкала, Каспийск, Хасавюрт, Дербент, также в Кусарском, Геокчайском, Агдашском, Бардинском, Исмаиллинском, Огузском, Дивичинском, Хачмасском, Кабалинском и Шабранском районах Азербайджана, в городах Нижневартовск и Мегион (ХМАО), город Кировск и пгт Синявино Ленинградской области, город Актау Казахстан, город Астрахань, город Саратов, а также в селе Новый Куруш Хасавюртовского района Республики Дагестан. В селе Новый Куруш есть улица "Ихирская", где в данное время проживает около 128 семей ихирцев.  

## Население
В Ихире жили лезгины, мусульмане-сунниты. В 1832 году население села состояло из 120 семейств. В 1850 году в Ихире проживало 378 человек. В 1865 году в Северном Ихире было 110 домов, 418 мужчин и 410 женщин. В Нижнем Ихире — 83 дома, 237 мужчин и 250 женщин. В 1869 году в Верхнем Ихире проживало 858 человек, из них мужчин — 448, женщин — 410, домов — 110. В Нижнем Ихире проживало 447 человек — 237 мужчин и 210 женщин, домов — 83. В 1873 году в Северном Ихире было 119 домов; 498 мужчин. В Южном Ихире было 70 домов и 202 мужчины. В 1886 году в селе проживал 1231 человек.

### Тухумы
Население Ихира делилось на тухумы, такие как пекуьрар, чанахъар, эмирар, будахар, кьерехъар, тегьмезар, бибитIар, цуцухар, расулар, атлуханар, магьмудар, незирар, сетекар.
На территории селения Новый Куруш в данный проживают следующие ихирские тухумы:
- Пекуьрар (семьи Мамедовых, Вагидовых, Хаспулатовых, Салаховых, Дадашевых, Пекуьрви);
- Сетекар (семьи Рагимовых);
- Будахъар (семьи Казимовых, Сафаровых, Дадашевых);
- Чанахъар (семьи Азимовых, Закировых, Данияловых, Мирзоевых, Гаджиметовых, Умудовых, Пашаевых, Эмировых);
- БибитIар (семьи Ханбабаевых, Карибовых);
- Цуцухар (семьи Исмаиловых, Казимовых);
- Къалманар (семьи Абдурахмановых, Галимовых);
- Эмирар (семьи Эмировых);
- Незирар (семьи Куштаровых, Клинджевых).

А в селении Дуруджа Кабалинского района Азербайджана сохранилось шесть ихирских тухумов:
- Сетекар;
- Кьерехъар;
- Пекуьрар;
- Будахъар;
- Цуцухар;
- ЦIаруяр.

## Дополнительно
- В селе действовал колхоз имени Вышинского.
- В Ихире было медресе.
- Крепость Игъир-кӏеле.
- У Ихира расположено четыре кладбища: Къегьерхуьр, Къацу-сурар, Угъузрин сурар, Хуьруьн сурар.
- Селения Ялджух и Ихир были известны своими коврами, отличавшихся особой гаммой естественных красителей, мягкостью.[10]
- Книга "Ихир вчера и сегодня" Редактор - Казиев Гаджибала Султанович.
- Видео "Ихир 2024г" https://rutube.ru/video/c04550a0c60c95f3b63e1c1bb424bdfe/?r=wd
- Видео "Ихир 2014г" https://rutube.ru/video/5ccab17608970696ca26f70a7920c5b2/?r=wd